# Ciparska košarkaška reprezentacija
Ciparska košarkaška reprezentacija predstavlja Cipar na međunarodnim natjecanjima. Krovna organizacija pod kojom djeluje je Ciparski košarkaški savez.
Članicom je FIBA-e od 1972. godine.
Glavni dres ciparske reprezentacije bijele je boje s plavim bočnim prugama, a pričuvni plave s bijelim bočnim prugama.
Reprezentacija se natječe u drugom jakosnom razredu europske košarke.

## Vanjske poveznice
- (grčki) Ciparski košarkaški savez